# Jan Wydra

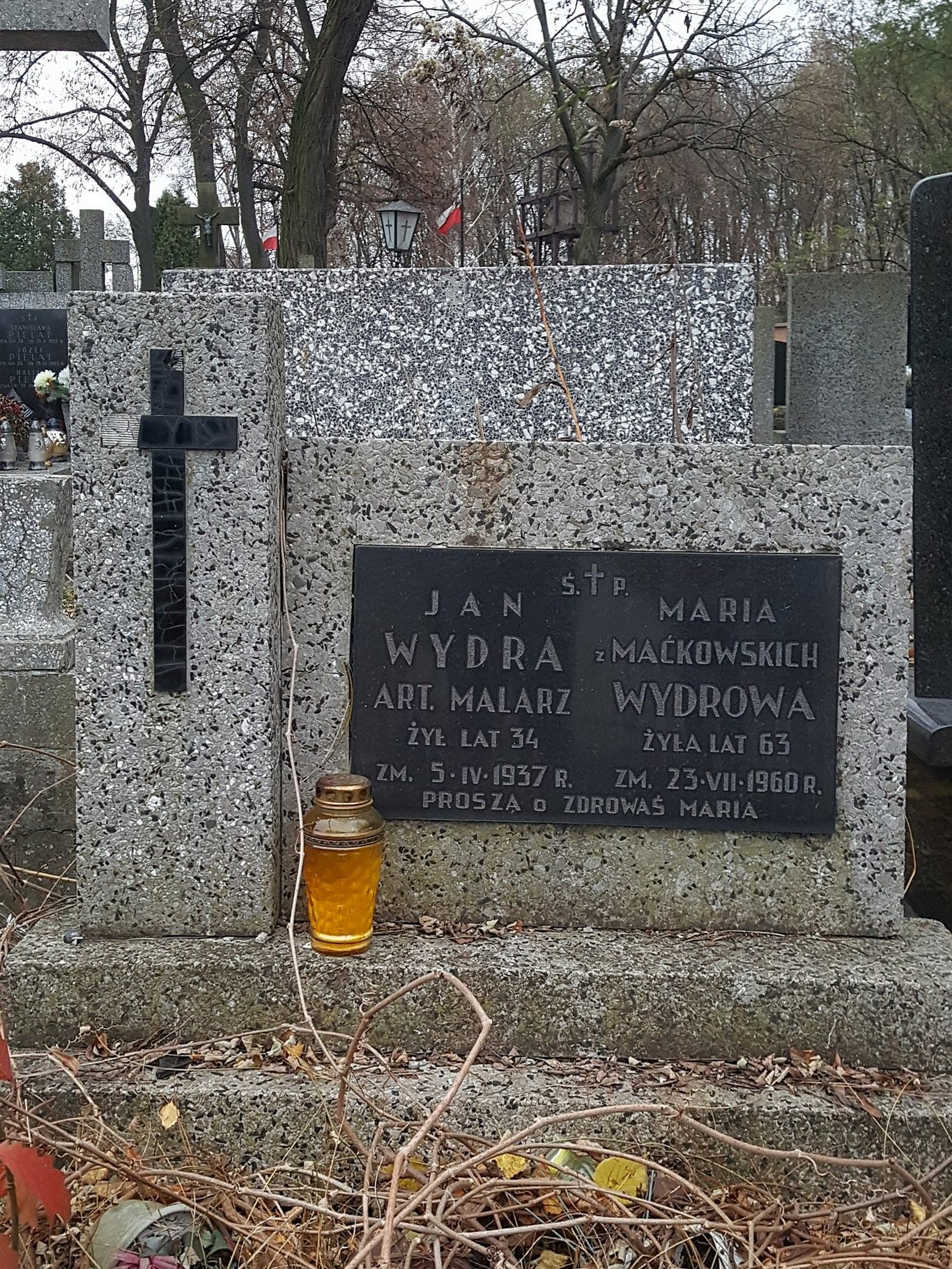
Grób Jana Wydry na cmentarzu Bródnowskim w Warszawie

Jan Wydra (ur. 18 czerwca 1902 w Ciecierzynie, zm. 5 kwietnia 1937 w Otwocku) – polski malarz, grafik, członek grupy "Bractwo Świętego Łukasza".

## Życiorys
Wykształcenie zdobył w warszawskiej Akademii Sztuk Pięknych, gdzie pod kierunkiem Tadeusza Pruszkowskiego studiował latach 1923–1927. W 1927 roku zamieszkał w Kazimierzu Dolnym, był nauczycielem w szkole plastycznej w Lublinie. W 1933 przeniósł się do Warszawy. Zmarł na gruźlicę mając 35 lat, został pochowany na cmentarzu Bródnowskim (kw. 47M-VI-35).

## Twórczość
- Sceny biblijne, m.in. Kuszenie Chrystusa (1924, Muzeum Lubelskie)
- Portrety
- Sceny rodzajowe i pejzaże
- Okładki do lubelskich czasopism literackich "Reflektor" i "Lucifer"

## Galeria obrazów

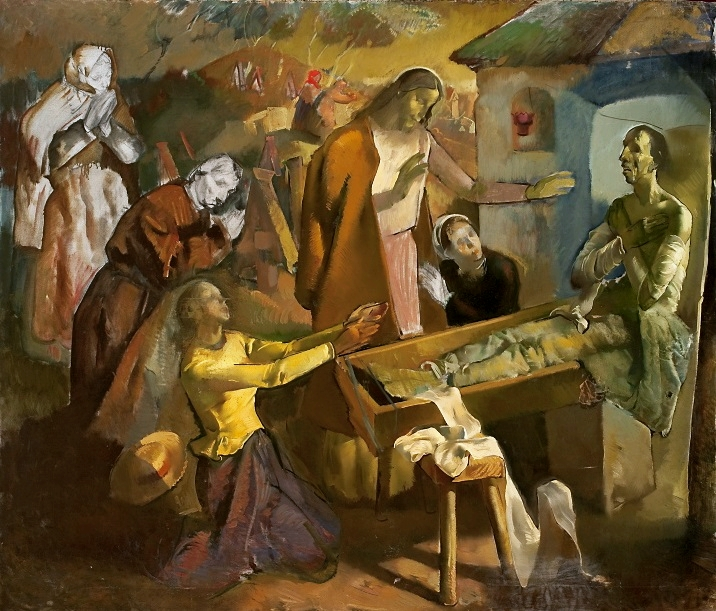
Wskrzeszenie Łazarza
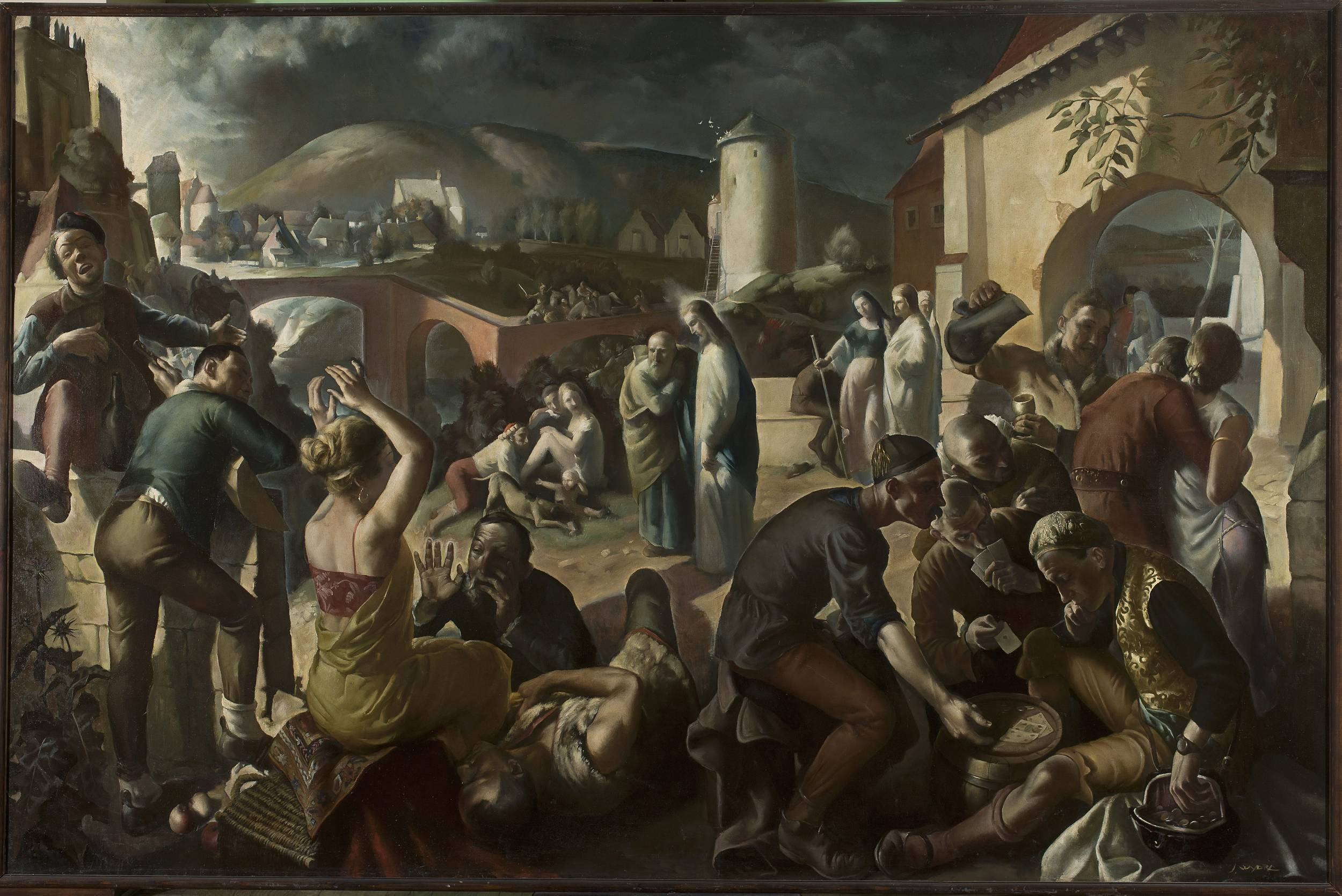
Chrystus i miasto